# Steve Heinze
Stephen Herbert Heinze (* 30. Januar 1970 in Lawrence, Massachusetts) ist ein ehemaliger US-amerikanischer Eishockeyspieler, der im Verlauf seiner aktiven Karriere zwischen 1992 und 2003 unter anderem 763 Spiele für die Boston Bruins, Columbus Blue Jackets, Buffalo Sabres und Los Angeles Kings in der National Hockey League auf der Position des rechten Flügelstürmers bestritten hat.

## Karriere
Heinze verbrachte seine Juniorenzeit zwischen 1988 und 1991 am Boston College, für deren Eishockeyprogramm er überaus erfolgreich in der Hockey East, einer Division der National Collegiate Athletic Association, spielte. Mit dem College gewann er 1990 die Divisions-Meisterschaft, als er mit David Emma und Marty McInnis eine überaus effektive Sturmreihe bildete. Sein eigentlich letztes Collegejahr, die Saison 1991/92, verbrachte der Angreifer nicht mehr am College, sondern wurde – ebenso wie Emma und McInnis – vom US-amerikanischen Eishockeyverband USA Hockey rekrutiert, um sich intensiv auf die Olympischen Winterspiele 1992 im französischen Albertville vorzubereiten.
Nach Abschluss der Winterspiele schloss sich Heinze den Boston Bruins aus der National Hockey League an, die ihn bereits im NHL Entry Draft 1988 in der dritten Runde an 60. Stelle ausgewählt hatten. Dort war Heinze für die folgenden acht Jahre uneingeschränkter Stammspieler. Erst als ihn die Bruins vor dem NHL Expansion Draft 2000 ungeschützt ließen, wurde er vom neu gegründeten Franchise der Columbus Blue Jackets ausgewählt. Bei den Blue Jackets spielte Heinze bis zum März 2001, ehe er für ein Drittrunden-Wahlrecht im NHL Entry Draft 2001 zum Ligakonkurrenten Buffalo Sabres abgegeben wurde. Da die Sabres seinen auslaufenden Vertrag nach lediglich 14 Saison- und 13 Play-off-Spielen nicht verlängerten, wechselte er für die folgenden zwei Jahre als Free Agent zu den Los Angeles Kings. Nach der Saison 2002/03, in der er wegen einer Gehirnerschütterung lange ausfiel, beendete er seine Karriere im Alter von 33 Jahren.

### International
Im Juniorenbereich nahm Heinze mit seinem Heimatland an der Junioren-Weltmeisterschaft 1989 in Anchorage teil, wo die Amerikaner den fünften Platz belegten. Für die Herren-Auswahl verbrachte Heinze nahezu die gesamte Spielzeit 1991/92 in der Vorbereitung auf die Olympischen Winterspiele 1992 im französischen Albertville. Dort belegten die Amerikaner den vierten Rang. Heinze brachte es in acht Turnierspielen auf vier Scorerpunkte. Danach nahm er an der Weltmeisterschaft 2000 im russischen Sankt Petersburg teil.

## Erfolge und Auszeichnungen
- 1989 Hockey East All-Rookie Team
- 1990 Lamoriello-Trophy-Gewinn mit dem Boston College
- 1990 Hockey East First All-Star Team
- 1990 NCAA East First All-American Team

## Karrierestatistik

### International
Vertrat die USA bei:
- Junioren-Weltmeisterschaft 1989
- Olympischen Winterspielen 1992
- Weltmeisterschaft 2000

(Legende zur Spielerstatistik: Sp oder GP = absolvierte Spiele; T oder G = erzielte Tore; V oder A = erzielte Assists; Pkt oder Pts = erzielte Scorerpunkte; SM oder PIM = erhaltene Strafminuten; +/− = Plus/Minus-Bilanz; PP = erzielte Überzahltore; SH = erzielte Unterzahltore; GW = erzielte Siegtore; 1 Play-downs/Relegation; Kursiv: Statistik nicht vollständig)